# Rio Pitinga (rio do Amazonas)
O rio Pitinga é um curso de água que banha o estado do Amazonas, no Brasil. É afluente do rio Uatumã (margem direita).